# Kirton (Lincolnshire)
Kirton is een civil parish in het bestuurlijke gebied Boston, in het Engelse graafschap Lincolnshire met 5371 inwoners.